# Bredskär, Houtskär
Bredskär är en ö i Finland. Den ligger i Skärgårdshavet och i kommunen Pargas i den ekonomiska regionen  Åboland i landskapet Egentliga Finland, i den sydvästra delen av landet. Ön ligger omkring 75 kilometer sydväst om Åbo och omkring 210 kilometer väster om Helsingfors. 
Öns area är 3,1 hektar och dess största längd är 260 meter i sydöst-nordvästlig riktning. Närmaste större samhälle är Houtskär, 19,4 km nordost om Bredskär.